# Copa del Generalísimo de baloncesto 1951
La Copa del Generalísimo de baloncesto o el Campeonato de España 1951 fue la número 15.º, donde su final se disputó en el Frontón Gros de San Sebastián el 13 de junio de 1951.
Los campeones y subcampeones de las regiones Centro y Cataluña (Liceo Francés, Real Madrid CF, CF Barcelona, Club Juventud de Badalona) acceden directamente a los cuartos de final. Otros seis equipos de distintos campeonatos regionales (CD Hispania, UA Ceutí, UD Huesca, EN Bazán, GC Covadonga, CB San Fernando) han de disputar una Fase Previa, divididos en dos grupos de tres, de forma que los dos primeros de cada grupo se clasifican para cuartos de final.

## Fase Previa
Todos los partidos se disputaron en el Frontón Fiesta Alegre de Madrid los días 28, 29 y 30 de abril de 1951. Los dos primeros de cada grupo avanzan a la siguiente fase.

### Grupo 1
| Pos. | Equipo      | PJ | G | P | PF | PC | DP  | Pts | Clasificación                  |  | HUE   | HIS   | CEU   |
| ---- | ----------- | -- | - | - | -- | -- | --- | --- | ------------------------------ |  | ----- | ----- | ----- |
| 1    | UD Huesca   | 2  | 1 | 1 | 89 | 85 | +4  | 3   | Avanzan a los Cuartos de final |  | —     | 49–37 | –     |
| 2    | CD Hispania | 2  | 1 | 1 | 82 | 81 | +1  | 3   | Avanzan a los Cuartos de final |  | –     | —     | 45–32 |
| 3    | UA Ceutí    | 2  | 1 | 1 | 72 | 93 | −21 | 3   |                                |  | 48–40 | –     | —     |

 Fuente: Linguasport

### Grupo 2
| Pos. | Equipo          | PJ | G | P | PF | PC | DP  | Pts | Clasificación                  |  | SFE | COV   | BAZ   |
| ---- | --------------- | -- | - | - | -- | -- | --- | --- | ------------------------------ |  | --- | ----- | ----- |
| 1    | CB San Fernando | 2  | 2 | 0 | 73 | 55 | +18 | 4   | Avanzan a los Cuartos de final |  | —   | 26–24 | 47–31 |
| 2    | GC Covadonga    | 2  | 1 | 1 | 54 | 50 | +4  | 3   | Avanzan a los Cuartos de final |  | –   | —     | 30–24 |
| 3    | EN Bazán Ferrol | 2  | 0 | 2 | 55 | 77 | −22 | 2   |                                |  | –   | –     | —     |

 Fuente: Linguasport

## Cuartos de final
Los partidos de ida se jugaron el 24 de mayo y los de vuelta el 29 de mayo.
| Equipo 1        | Agr.   | Equipo 2                  | Ida   | Vuelta |
| --------------- | ------ | ------------------------- | ----- | ------ |
| CD Hispania     | 70–131 | CF Barcelona              | 31–58 | 39–73  |
| UD Huesca       | 75–100 | Club Juventud de Badalona | 39–42 | 36–58  |
| CB San Fernando | 68–75  | Liceo Francés             | 33–31 | 35–44  |
| GC Covadonga    | 55–88  | Real Madrid CF            | 27–46 | 28–42  |

## Semifinales
Los partidos de ida se jugaron el 3 de junio y los de vuelta el 10 de junio.
| Equipo 1                  | Agr.    | Equipo 2      | Ida   | Vuelta |
| ------------------------- | ------- | ------------- | ----- | ------ |
| Club Juventud de Badalona | 101–121 | CF Barcelona  | 64–60 | 37–61  |
| Real Madrid CF            | 81–72   | Liceo Francés | 40–38 | 41–34  |

## Final
Estaba previsto que la final se disputase en el Frontón Urumea de la capital donostiarra a las ocho de la tarde, aunque se cambió el escenario a última hora al comprobarse que las canastas no cabían por las pequeñas puertas de este recinto deportivo. Previa colocación de improvisados cartelones anunciadores del cambio al público, federativos, árbitros y jugadores se trasladaron al Frontón Gros.
| 13 de junio de 1951 | CF Barcelona                       | 36–47 | Real Madrid CF                     |                                                                             |  |
|                     | Marcador por tiempos: 17–29, 19–18 |       |                                    |                                                                             |  |
|                     | Estadísticas Eduardo Kucharski 18  | Pts   | Estadísticas Guillermo Galíndez 20 | Pabellón: Frontón Gros, San Sebastián Árbitros: Luciano Sánchez Luis Peláez |  |

| Campeón de la Copa del Generalísimo 1951 |
| ---------------------------------------- |
| Real Madrid CF 1.º título                |